# Tulebras
Tulebras è un comune spagnolo di 101 abitanti situato nella comunità autonoma della Navarra.